# 克什米尔侨民
克什米尔侨民（英語：Kashmiri diaspora）是指从克什米尔地区迁移出去的克什米尔人，包括自由克什米尔、查谟－克什米尔邦等地区迁移到其他地区和国家的人。

## 巴基斯坦和印度
在巴基斯坦和印度，克什米尔人已经往许多省份和邦迁移。

### 旁遮普
从克什米尔地区迁移到旁遮普已具历史意义的，因为这两个地区互为边境。北方部分巴基斯坦旁遮普省的包括拉瓦尔品第地区有大量的克什米尔人血统，他们中的许多人已经融入旁遮普人的文化和采用了旁遮普语言。一些少数民族部落在旁遮普吸引克什米尔远古祖先融入，许多印度克什米尔人遍布印度的不同部分。
著名的巴基斯坦国籍克什米尔血统的旁遮普人包括谢里夫兄弟（納瓦茲·謝里夫和沙赫巴兹·谢里夫）；著名的诗人穆罕默德·伊克巴勒也是一个旁遮普的克什米尔血统人。

## 英国
大不列颠和北爱尔兰联合王国有最大的克什米尔人种群。大量的克什米尔人从巴基斯坦搬迁到了英国。根据某些估计，近一半的英国人口拥有总数大概一百万巴基斯坦克什米尔人血统的，在1950年代后期，他们定居在英国。由英国承包商在克什米尔建大坝，流离失所的克什米尔人被给予法律和金融援助。随着时间的推移，克什米尔人散居在英国并且快速增长。

## 澳大利亚
在澳大利亚，有一个克什米尔侨民设立的克什米尔理事会。著名的克什米尔澳大利亚人包括哈尼法迪恩和彼得·卡西姆。